# امین بنعدی
امین بنعدی (عربی: أمين بنعدي؛ زادهٔ ۹ مهٔ ۱۹۹۳) بازیکن فوتبال اهل بحرین است.
وی همچنین در تیم ملی فوتبال بحرین بازی کرده‌است.